# Open Radio met Timur en Rámon
Open Radio met Timur en Rámon was een Nederlands radioprogramma van BNN op 3FM. Het programma werd gepresenteerd door Timur Perlin en Rámon Verkoeijen (voorheen als "Rámon de Stagiair"). Tot en met 2013 droeg het de naam Timur Open Radio.

## Het programma
Het programma was sinds 3 januari 2009 te horen op 3FM. Tot en met juli 2015 werd het programma op zaterdag- en zondagmiddag tussen 12.00 en 15.00 uur uitgezonden. 'Open Radio' startte als opvolger van Zoëyzo dat tot december 2008 op dit tijdslot te beluisteren was. Vanaf september 2015 zijn Perlin en Verkoeijen elke doordeweekse dag te horen met het programma Superrradio met Timur en Rámon tussen 12.00 en 14.00 uur. De twee volgen daarmee Gerard Ekdom op, die het lunchprogramma Effe Ekdom op 31 juli 2015 voor het laatst presenteerde. In de maand augustus vulde Sander Hoogendoorn de doordeweekse 'lunchuren' met het programma Sanderdome, de opvolger van het weekendprogramma van Perlin en Verkoeijen.
Een bekend onderdeel van het programma was Mama appelsap, waarin een luisteraar in een anderstalig nummer een Nederlandse zin hoorde. Voorheen waren ook 'Flirt je stijf om kwart voor 1', 'De leukste van de show' en 'De wereld van Jan Beton' programma-onderdelen.
In 2013 maakten Timur en Rámon bekend dat vanaf 2014 het programma in plaats van "Timur Open Radio", "Open Radio met Timur en Rámon" ging heten, omdat naar eigen zeggen ze inmiddels beiden even belangrijk waren voor de show.
Bij afwezigheid waren vervangers van Timur en Rámon Domien Verschuuren en Frank van der Lende. Daarnaast heeft Lieke Veld een enkele keer voor Timur en Rámon ingevallen.
Huidige programma's: Domien (NPO 3FM) · Eva (NPO 3FM) · Eva en Giel (NPO 3FM) · Franks feestje (NPO 3FM) · Harm dB (NPO 3FM) · Nachtbrakers (NPO Radio 1)  · De Overnachting (NPO Radio 1) · Sanderdome (NPO 3FM) · Slapen is voor Losers! (NPO 3FM) · Start (NPO Radio 1) · That's Live (NPO 3FM) · Thijs (NPO 3FM) · De Weekendshow (NPO Radio 2) · De Wereld van BNN (NPO Radio 1)
Voormalige programma's: @Work · Alle 40 goed! · BNN Today · Coen en Sander Show · Club Ajouad · CroisSanderShow · Dit is Domien · Het Huis Van De Heer · Live vanuit Klazienaveen · Klaarwakker Kristel · Muijs In Het Huis · Open Radio met Timur en Rámon · Het Platenpaleis · Rámon, met een streepje op de A · ruuddewild.nl · Sanderdaynight · Tiësto's Club Life · Timur · Vrij · Wout! · Zoëyzo
21 Jaar TROS Pop · 3FM BPM: MinistryOfBeats · 3FM Weekend Request · 3voor12Radio · AdreneLine · Altijd de eerste · ...And all that jazz · Andres · Angelique · Angeliques Afternoon · Annemieke Hier · Annemieke Plays · Anoûl · Arbeidsvitaminen · De Avondspits · De avonturen van Mark · Barend · Barend & Benner · Barend en Wijnand · De Bende van Van der Lende · De Boem Boem Disco Show · The Breakfast Club · Claudia d'r op · Club Carter · Curry en Van Inkel · De Dansbar · Dansen met Delsing · Dit is Domien · Domien, Jouw Ochtendshow · ... & dit is Claudia · Ekstra Weekend · Eva · Eva en Giel · Evers staat op · Frank & Eva: Welkom bij de club! · Franks feestje · GIEL · Harm dB · Hein · Herman · Het Betere Werk · Hier! · Jamie · Jan-Paul · Jasper · Joost · Jorien · Kaat tot Laat · Kevin · Lang leve het weekend! · LEX · Lieke · Markplaats · Mark + Rámon · Mega Top 30 · Michiel · Obi · De ochtenddienst · Olivier · De Orde van de Nacht · Parels van de nacht · Partij voor de Vrijdag · (P)laatwerk · RabRadio · Radio op 'n broodje · Rob · Rob & Wijnand en de Ochtendshow · Sanderdome · Sanders Vriendenteam · Saskia en Olivier · Slapen is voor Losers! · Slapen kan altijd nog · De Steen en Been Show · Studio Saskia · Superrradio · Tannaz · Thijs · Timur op 3FM · Vera on Track · Vier Sas! · Vrij · Weekend Wijnand · Wijnand · @Work · Xnoizz